# Peperomia meridana
Peperomia meridana  Yunck.  – gatunek rośliny z rodziny pieprzowatych (Piperaceae). Pochodzi z Ameryki Środkowej.

## Zastosowanie
Jest uprawiany w wielu krajach świata jako roślina ozdobna. Może być uprawiany w jasnych pomieszczeniiach, nadaje się także do dekoracji akwarium i terrarium.